# 꼬마 반항아
꼬마 반항아(The Littlest Rebel)는 미국에서 제작된 데이빗 버틀러 감독의 1935년 영화이다. 셜리 템플 등이 주연으로 출연하였고 버디 G. 드실바 등이 제작에 참여하였다.

## 출연

### 주연
- 셜리 템플
- 존 볼즈

### 조연
- 잭 홀트
- 카렌 몰리
- 빌 로빈슨
- 귄 빅 보이 윌리엄스
- 윌리 베스트
- 프랭크 맥길린  시니어

## 제작진
- 세트: 토머스 리틀
- 의상: 그웬 웨이크링